# 十五英寸铁轨
十五英寸铁轨是铁路轨距的一种形式，因轨距为381毫米（15英寸）而得名。

## 營運中
- 奧地利
  - 普拉特小鐵路
  - 多瑙河公園鐵路
- 法國
  - 安斯鐵路
- 德國
  - 德勒斯登公園鐵路
  - 基勒斯山公園鐵路
  - 萊比錫公園鐵路
- 日本
  - 修善寺虹之鄉铁路
  - 樱谷輕便鐵路（日语：桜谷軽便鉄道）
- 紐西蘭
  - 急水溪鐵路
- 英國
  - 英格蘭
    - 黑池動物園迷你鐵路
    - 布倫海姆公園鐵路
    - 布爾谷鐵路
    - 克里索普斯海岸輕便鐵路
    - 杜菲爾德河岸鐵路
    - 伊頓莊園鐵路
    - 伊夫舍姆溪谷輕便鐵路
    - 海格霍爾鄉村公園（威根）
    - 黑瑟斯羅輕便鐵路
    - 科克里斯輕便鐵路
    - 湖畔迷你鐵路
    - 拉帕谷蒸汽鐵路
    - 朗利特鐵路
    - 馬基頓公園輕便鐵路
    - 天堂公園（康瓦爾郡）
    - 佩瑞葛洛夫鐵路
    - 雷文格拉斯與艾斯克戴爾鐵路
    - 羅姆尼、海斯與迪姆徹奇鐵路
    - 薩爾特本迷你鐵路
    - 桑德哈頓迷你鐵路
    - 雪伍德森林鐵路
    - 威弗利谷鐵路

  - 蘇格蘭
    - 克雷格頓迷你鐵路

  - 威爾斯
    - 康威谷鐵路博物館
    - 費爾本鐵路
    - 里谷輕便鐵路
    - 萊爾迷你鐵路
- 美國
  - 亞歷桑那州
    - 天堂與太平洋鐵路

  - 加利福尼亞州
    - 奧蘭德、紐維爾與太平洋鐵路
    - 紅木谷鐵路
    - 索諾瑪火車鎮鐵路

  - 科羅拉多州
    - 泰尼鎮與鐵路（Tiny Town & Railroad）

  - 麻薩諸塞州
    - 路克公園

  - 密西根州
    - 艾登泉公園

  - 賓夕法尼亞州
    - 小嘟嘟鐵路
    - 小型蒸汽火車

  - 德克薩斯州
    - 森林公園迷你鐵路
    - 聖安東尼奧動物園老鷹

  - 威斯康辛州
    - 河畔與大北方鐵路
    - 薩法里火車（密爾瓦基郡動物園內）

## 已廢棄
- 澳大利亚
  - 布希米爾铁路
- 英國
  - 超搖晃與牡蠣溪支線鐵路（英格蘭）
  - 國際園藝博覽會（英格蘭）
  - 貝爾維尤公園鐵路（北愛爾蘭）